# Nash Motors
Nash Motors fue un fabricante de automóviles estadounidense activo entre 1917 y 1954. Desde 1917 hasta 1938 operó de forma independiente, mientras que entre 1938 y 1954 formó parte de la Nash-Kelvinator Corporation. Los coches de la marca Nash se siguieron produciendo desde 1954 hasta 1957 dentro de la American Motors Corporation.
La marca introdujo varias primicias en la historia del automóvil. Pionera en la construcción de carrocerías monocasco, se convirtió en el primer fabricante en instalar un sistema de calefacción/aire acondicionado/ventilación, con un esquema general que todavía se usa en los coches de hoy en día. Además, sería el primero en instalar el cinturón de seguridad como una opción y el primero en categorizar su gama de automóviles tal como se clasifican actualmente en los Estados Unidos, es decir compacto, subcompacto y muscle car.

## Historia

### Primeros años

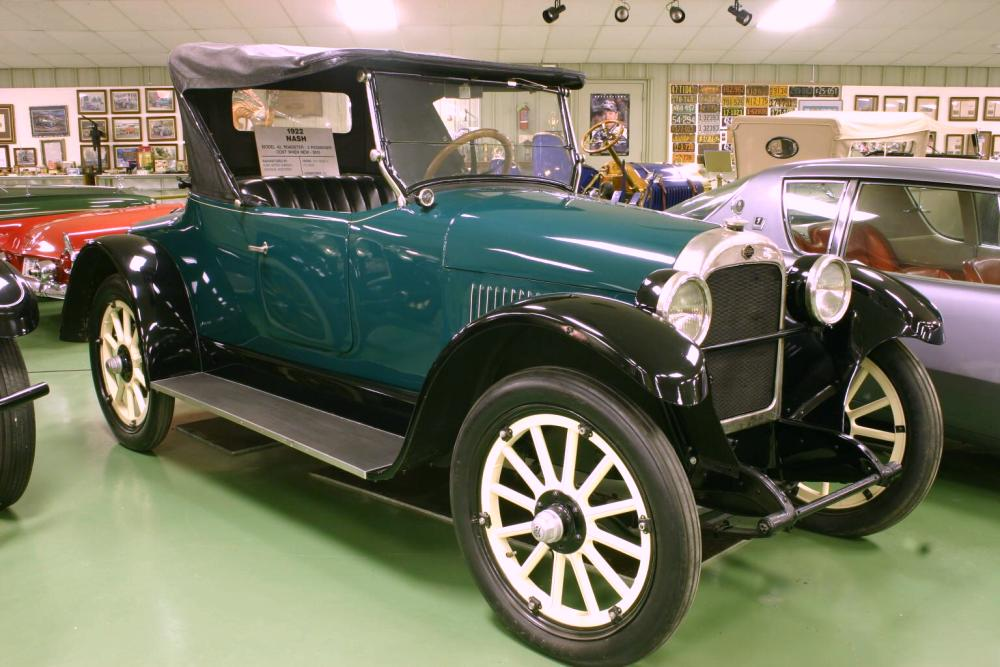
Nash Roadster Model 42 de 1922

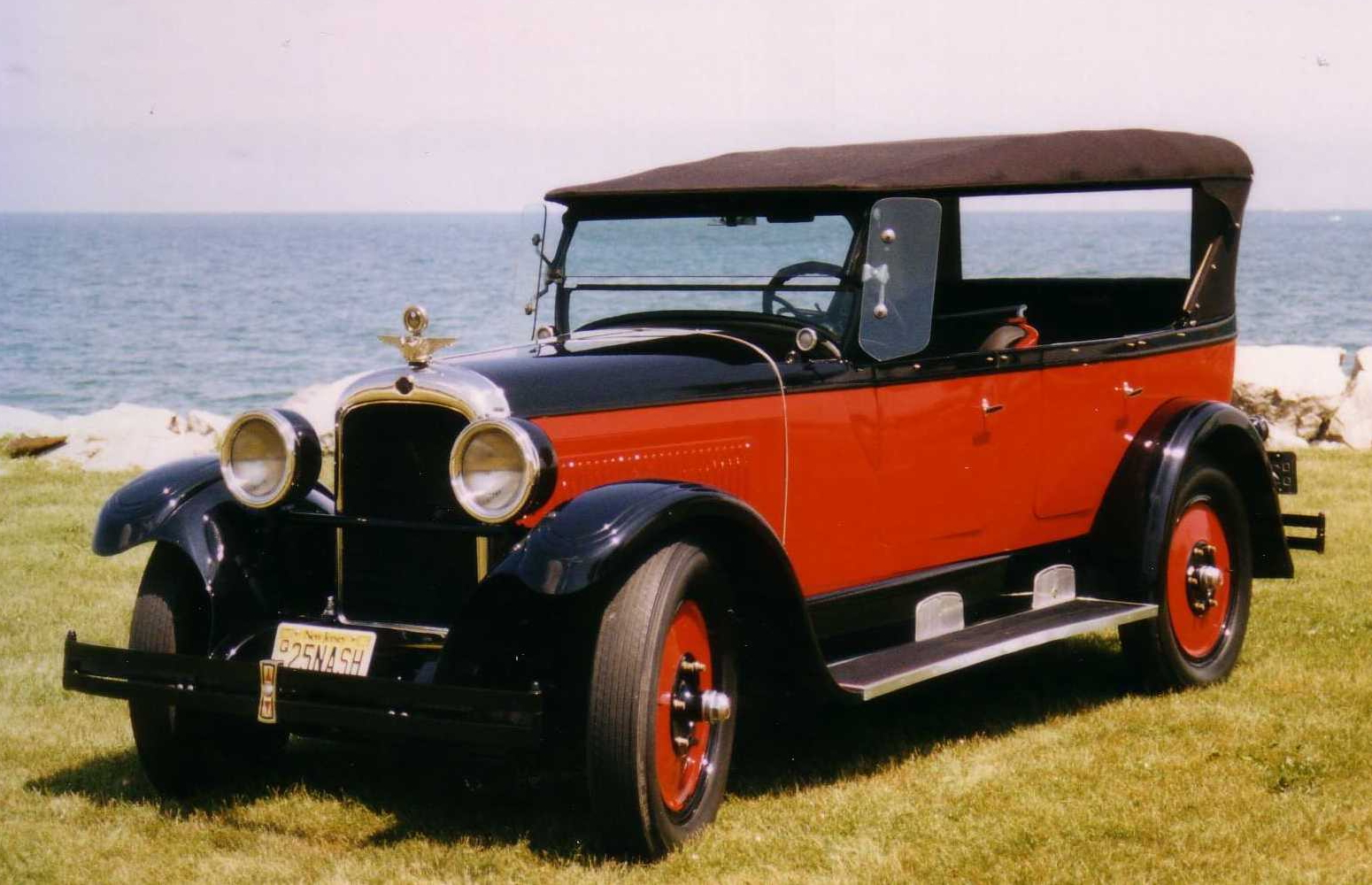
Nash de 1925

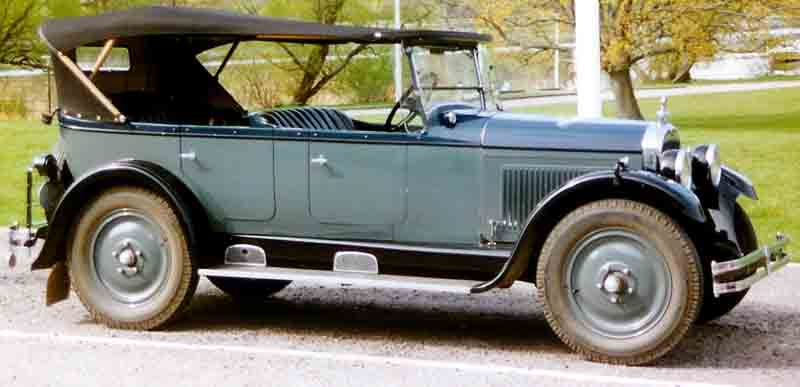
Nash Six Touring de 1927

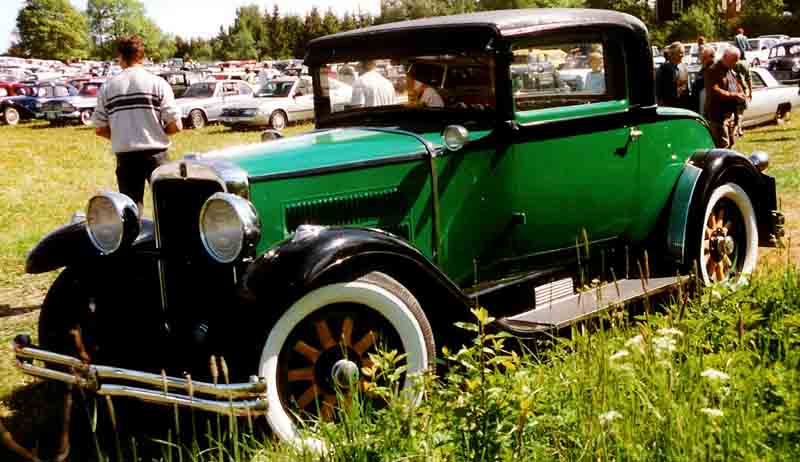
Nash Special Six de 1929

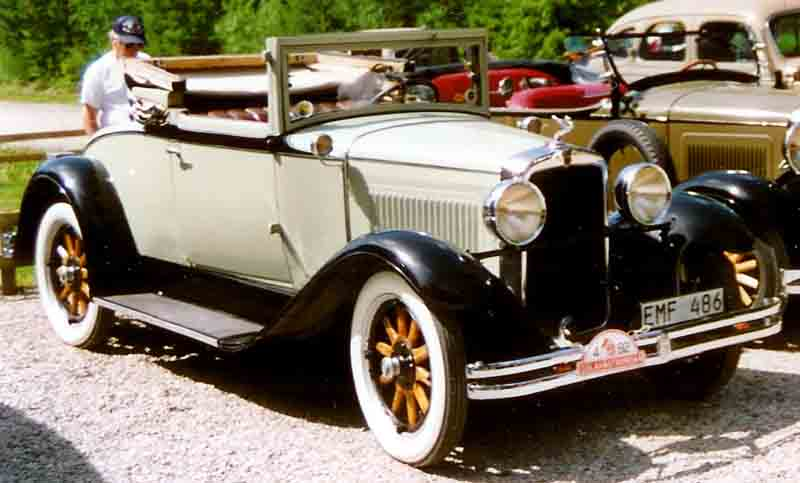
Nash Standard Six de 1929

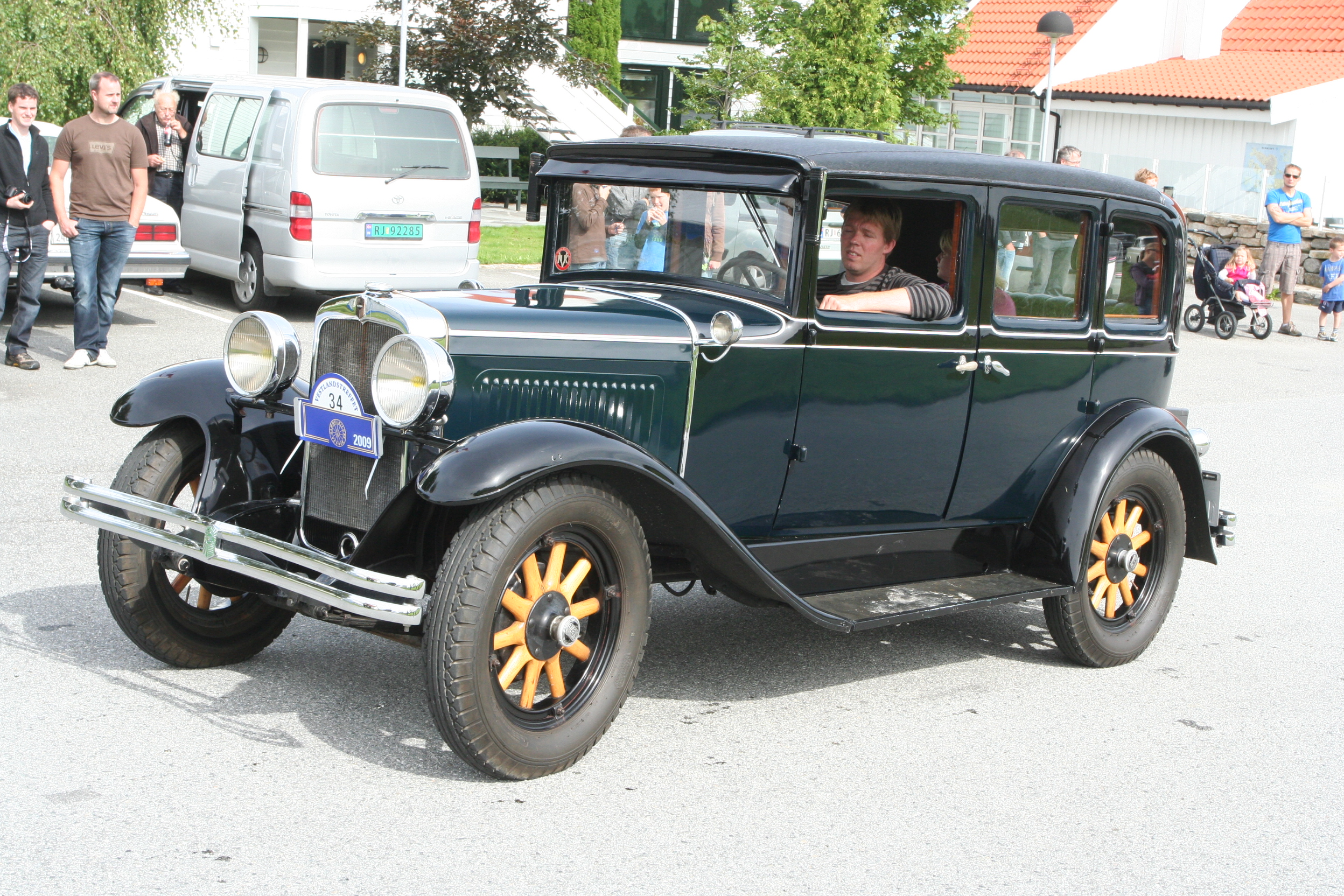
Nash 400 de 1929

En 1916, un expresidente de General Motors, Charles Williams Nash, compró la empresa Thomas B. Jeffery Company, cuyo automóvil más conocido era el Rambler, que dio lugar a una marca de coches cuya producción comenzó en 1902 en Kenosha (Wisconsin). En 1917, Nash dio su nombre a la empresa recién adquirida.
El "Modelo 680" fue el primer automóvil que se comercializó con la marca Nash. Este modelo y los que le siguieron estaban destinados a un gran mercado, gracias a su bajo precio. El camión Jeffery Quad, también fabricado por la Thomas B. Jeffery Company, se convirtió en un producto importante para Nash. Se construyeron proximadamente 11.500 Quad entre 1913 y 1919, muchos de ellos utilizados durante la Primera Guerra Mundial para el transporte de material. El Quad estaba equipado con un diferencial de la marca "Meuhl" y disponía de tracción en las cuatro ruedas, gozando de la reputación de ser el mejor modelo de camión con tracción total producido en el país.
La incipiente Nash Motors se convirtió en el mayor fabricante de vehículos con tracción en las cuatro ruedas.
En 1918, debido a problemas de capacidad de producción, Nash dio permiso a la compañía Paige de Detroit para construir el Nash Quad bajo licencia. Al final de la Primera Guerra Mundial, la compañía se convirtió en el fabricante líder en vehículos militares. Una vez finalizado el conflicto, los excedentes de Quads producidos se utilizaron en el campo de la construcción y en el sector forestal para el transporte de madera.
Charles Nash convenció a Nils Eric Wahlberg, el ingeniero jefe de origen finlandés de la Oakland Motor Car Company (una división de General Motors), para que se incorporara a Nash. El primer motor diseñado por Wahlberg para Nash fue un propulsor OHV introducido en 1917. A este ingeniero también se le atribuye su intervención en el diseño del Weather Eye, el sistema de calefacción/ventilación introducido en 1938 por Nash, cuyo esquema general todavía se usa en los coches actuales. El sistema recibía aire fresco del exterior, lo filtraba, lo calentaba, lo dejaba entrar hacia el habitáculo y lo eliminaba gracias a unos ventiladores instalados en la parte trasera del coche. El sistema también preveía reducir la humedad y equilibrar la presión entre el interior y el exterior del habitáculo mientras el vehículo estaba en movimiento.
Otra característica del Nash de la época era la diferencia de anchura entre las vías delantera y trasera. La primera, de hecho, era más estrecho que la segunda, lo que aportó estabilidad al vehículo y le dio un mejor comportamiento a la dirección. Wahlberg fue también uno de los primeros impulsores del túnel de viento para el estudio de la aerodinámica aplicada a los vehículos, y durante la Segunda Guerra Mundial trabajó con Theodore Ulrich en el desarrollo de los modelos Airflyte, que se caracterizaban por contar con una innovadora línea aerodinámica.
El eslogan utilizado por Nash durante las décadas de 1920 y 1930 era "Dar al cliente más de lo que paga". Esta política comercial se tradujo en la oferta de muchas innovaciones tecnológicas, como los motores de seis cilindros en línea con árbol de levas en cabeza, dos bujías en cada cilindro y nueve puntos de apoyo del cigüeñal, que se ofrecieron en los modelos de los años 1930. En 1932 se lanzó el Ambassador Eight, con caja de cambios manual sincronizada y con piñón libre, y un sistema automático oleodinámico para regular el comportameinto del chasis y de las suspensiones ajustable desde el interior del automóvil. Esto supuso un gran éxito de los modelos Nash, que vendía sus coches bajo pedido antes de que salieran de la fábrica.

### Creación de Ajax
En 1925 Nash presentó la marca Ajax; una marca creada para ocupar modelos de bajo precio de la gama de Nash, pero de alta calidad a pesar de ello. Los Ajax se construyeron en las antiguas fábricas de la Mitchell Motor Car Company en Racine (Wisconsin). Nash compró esta factoría después de la quiebra de Mitchell, compañía que había estado activa desde 1903 hasta 1923. Las ventas de los coches Ajax fueron buenas, pero no cumplieron con las expectativas de Nash, quien llegó a la conclusión de que el mismo automóvil se habría vendido mejor si hubiera tenido la marca Nash. Así que, en junio del 1926, el Ajax se convirtió en el Nash Light Six, y las ventas aumentaron rápidamente. En un movimiento inusual, Nash ofreció a los propietarios del Ajax la posibilidad de convertir sus coches en Nash Light Six gratis. Esta modificación incluyó la instalación de nuevos tapacubos, un nuevo logotipo en el radiador y otras partes nuevas para cambiar la identidad del automóvil. Esta posibilidad se le dio a sus clientes para evitar la devaluación de los coches que poseían, tras la supresión de la marca Ajax. Sin embargo, muchos propietarios de coches de la marca Ajax se beneficiaron de este hecho, ya que los Ajax no convertidos se volvieron en vehículos bastante raros, apreciados por los coleccionistas.

### Adquisición de "LaFayette Motors Corporation"
LaFayette Motors Corporation era un fabricante de automóviles estadounidense dedicado a la producción de modelos grandes, potentes y lujosos. La empresa se fundó en 1919, y comenzó la producción en 1920 en Indianápolis. Más adelante se mudó a Milwaukee, siendo el principal accionista de la compañía el propio Nash. Pero debido a su alto precio, los modelos fabricados por LaFayette no se vendieron bien.
En 1924, Nash absorbió LaFayette y reconvirtió su factoría para la producción de los automóviles Ajax. El nombre LaFayette se reintrodujo en 1934 como una marca de menor precio que el Nash. LaFayette siguió siendo una marca independiente hasta 1937. Desde 1937 hasta 1940 se comercializó el Nash LaFayette, que era el automóvil Nash más barato, reemplazado por el Nash 600 en 1941.

### Época de George Mason y de la Nash Kelvinator

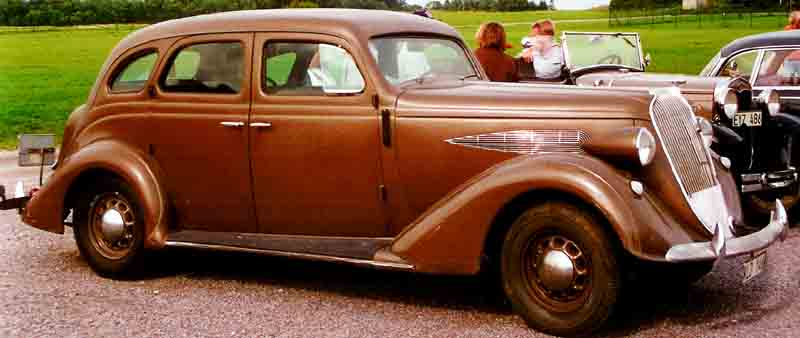
Nash Ambassador Six berlina de 1936

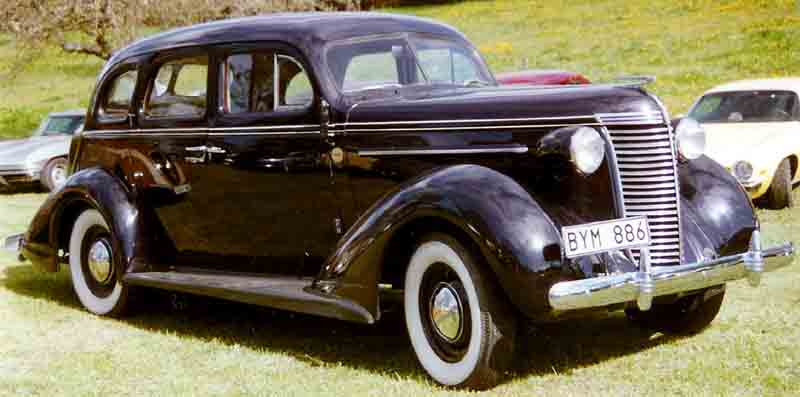
Nash La Fayette berlina de 1938

Antes de retirarse, Charles Williams Nash designó a George Walter Mason como su sucesor. Mason era el presidente de la Kelvinator Corporation en ese momento, y estuvo de acuerdo con una condición: que Nash adquiriera el control de Kelvinator, que en ese momento era un fabricante estadounidense líder de equipos de refrigeración y de equipamiento de cocinas. Charles Nash aceptó, y la empresa fundada el 4 de enero de 1937 a partir de la fusión de las dos empresas pasó a llamarse Nash-Kelvinator Corporation. Nash siguió representando, para la empresa recién nacida, la marca con la que se comercializaban los coches. En aquel entonces, Nash-Kelvinator pasó a ser la mayor compañía en la categoría de empresas fusionadas que fabricaban productos totalmente diferentes.
En 1938 Nash lanzó un innovador sistema de ventilación/calefacción, resultado de la tecnología y la colaboración con Kelvinator, pasando a ser el primer sistema basado en un circuito de agua caliente que caldeaba el aire proveniente del exterior del automóvil. También en 1938, introdujo junto con Studebaker y Graham, un nuevo control de la caja de cambios, cuya palanca montada en el suelo se sustituyó por un pequeño interruptor instalado en el panel de instrumentos, justo debajo de los controles de la radio.
La configuración interior denominada "Bed-In-A-Car", que permitía convertir el habitáculo de pasajeros en un lugar apto para dormir, se introdujo en 1936. Para permitir que dos pasajeros adultos se tumbaran, fue necesario plegar el respaldo de los asientos traseros y abrir un paso entre el habitáculo y el maletero, para que las personas pudieran colocar las piernas en este último y la cabeza y el torso sobre los asientos traseros. En 1949 se modificó este sistema, con la posibilidad de abatir los respaldos de los asientos delanteros y permitir que los pasajeros se recostasen por completo en el habitáculo. En 1950 se introdujo la posibilidad de bloquear la posición de estos asientos reclinables en diferentes posiciones. Nash llamó a este sistema "Airliner Reclining Seats".
En 1938, Nash agregó un termostato a su sistema de ventilación, y así nació el famoso sistema Weather Eye. En 1939 y 1940, los coches aerodinámicos Nash fueron diseñados por George Walker y Don Mortrude. Había tres modelos disponibles: el LaFayette, el Ambassador Six y el Ambassador Eight. En 1940, Nash introdujo la suspensión delantera con resortes helicoidales independientes y los faros frontales sellados.
El Nash 600 de 1941 fue el primer modelo fabricado en serie en los Estados Unidos con una carrocería monocasco. El menor peso en comparación con los coches diseñados con chasis separado y el menor coeficiente aerodinámico permitieron que los coches Nash tuvieran un bajo consumo de combustible. Entre 1942 y 1948, el modelo también dispuso de un nuevo frontal, interiores renovados e inserciones cromadas. Los Ambassador, más grandes, utilizaban la misma carrocería que el 600, pero continuaron usando un chasis separado.
Durante Segunda Guerra Mundial, las instalaciones de Nash se reconvirtieron para producir suministros de guerra. La producción civil de automóviles de pasajeros se reanudó después del conflicto. El primer Ambassador de la posguerra, una versión sedán, salió de la línea de montaje el 27 de octubre de 1945. Los modelos de posguerra se parecían bastante a los producidos antes del conflicto; distinguiéndose por su calandra diferente.
Dejó de ofrecerse el mayor motor disponible antes del conflicto, un ocho cilindros en línea, sustituido por un propulsor de seis cilindros en línea de 3.8 litros de cilindrada y 112 CV de potencia.
En 1946, Nash presentó el Suburban, del que se produjeron alrededor de 1000 unidades hasta 1948, año en el que reapareció el Ambassador, con 1000 unidades fabricadas.

### Introducción del Nash Airflyte

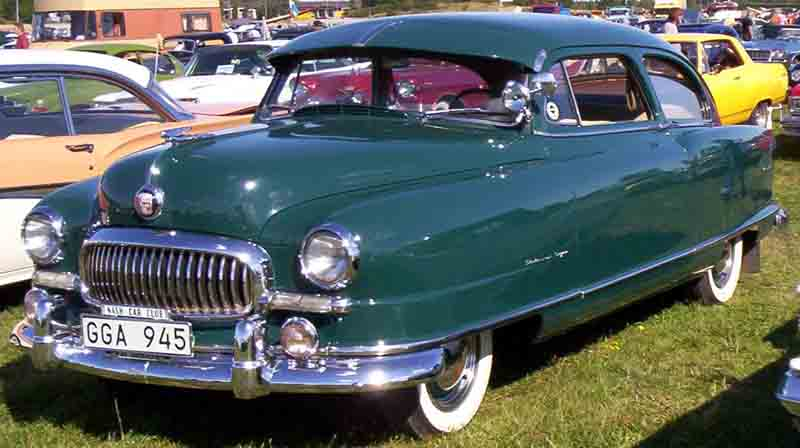
Nash Statesman berlina de 1951

El aerodinámico Nash “Airflyte” fue el primer modelo con un diseño de última generación lanzado por la compañía después de la guerra. Introducido en 1949, su línea se desarrolló en el túnel de viento. Las teorías de Nils Wahlberg para reducir el coeficiente de arrastre se pusieron en práctica con la creación de un perfil caracterizado por su forma aerodinámica con los guardabarros integrados. Ancho y bajo, el modelo tenía un interior mejor que los autos anteriores. Pero debido a sus guardabarros integrados, el "Airfyte" tenía un radio de giro mucho mayor que muchos automóviles contemporáneos. El 600 se diseñó con una batalla de 2800 mm, mientras que el Ambassador medía 3073 mm entre el eje trasero y el delantero. Ambos compartían la misma carrocería.
En 1950 se introdujeron algunos cambios en el “Airflyte”, incluyendo una ventana posterior más grande, el tapón del depósito de combustible oculto, un panel de instrumentos revisado y la adición, en los Ambassador, de la transmisión automática Hydramatic de General Motors. El Nash 600 pasó a llamarse "Statesman".
Otra serie de cambios llegaron en 1951, con la instalación de guardabarros alargados que incorporan los faros traseros verticales, un nuevo panel de instrumentos, una barra vertical que incluía las luces laterales en la calandra, y en el Statesman, la caja de cambios Hydramatic de General Motors como Opcional. Los mejores tres años de Nash comercialmente fueron 1949, 1950 y 1951.
George Mason, presidente de Nash-Kelvinator, estaba convencido de que Nash aumentaría las ventas si se enfocaba en los coches pequeños. En consecuencia, ordenó que se diseñara el primer automóvil compacto de la posguerra, el Nash Rambler. También impulsó la introducción del pequeño Metropolitan, introducido en 1954 y que sería construido por Austin.
Los Airflyte de tamaño completo se rediseñaron totalmente en 1952. En esta ocasión, se presentó el Golden Airflyte, para conmemorar el 50 aniversario de Nash (aunque se había fundado en 1917, el inicio de actividades de producción se fechó en 1902, con la fundación de la Thomas B. Jeffery Company). Un eslogan de la época decía "Grandes coches desde 1902". El nuevo Golden Airflyte presentó una línea más cuadrada y moderna que los modelos producidos entre 1949 y 1951.
Gracias a la experiencia en la fabricación de frigoríficos de Kelvinator, Nash introdujo en 1954, por primera vez en la historia del automóvil, un sistema único que actuaba como calefacción y acondicionador de aire. Este sistema era compacto y adecuado para su comercialización en automóviles de producción en masa. Tenía los controles en el panel de instrumentos, estaba alojado en el compartimiento del motor y difundía aire fresco por las rejillas de ventilación instaladas en el tablero. Los sistemas de la competencia usaban un sistema de calefacción independiente y el aire fresco se difundía hacia la parte trasera de la cabina gracias a un evaporador instalado en el maletero trasero. El sistema inventado por Nash es el antepasado directo de los sistemas de calefacción/aire acondicionado instalados en los coches modernos.

### Lanzamiento del Nash-Healey

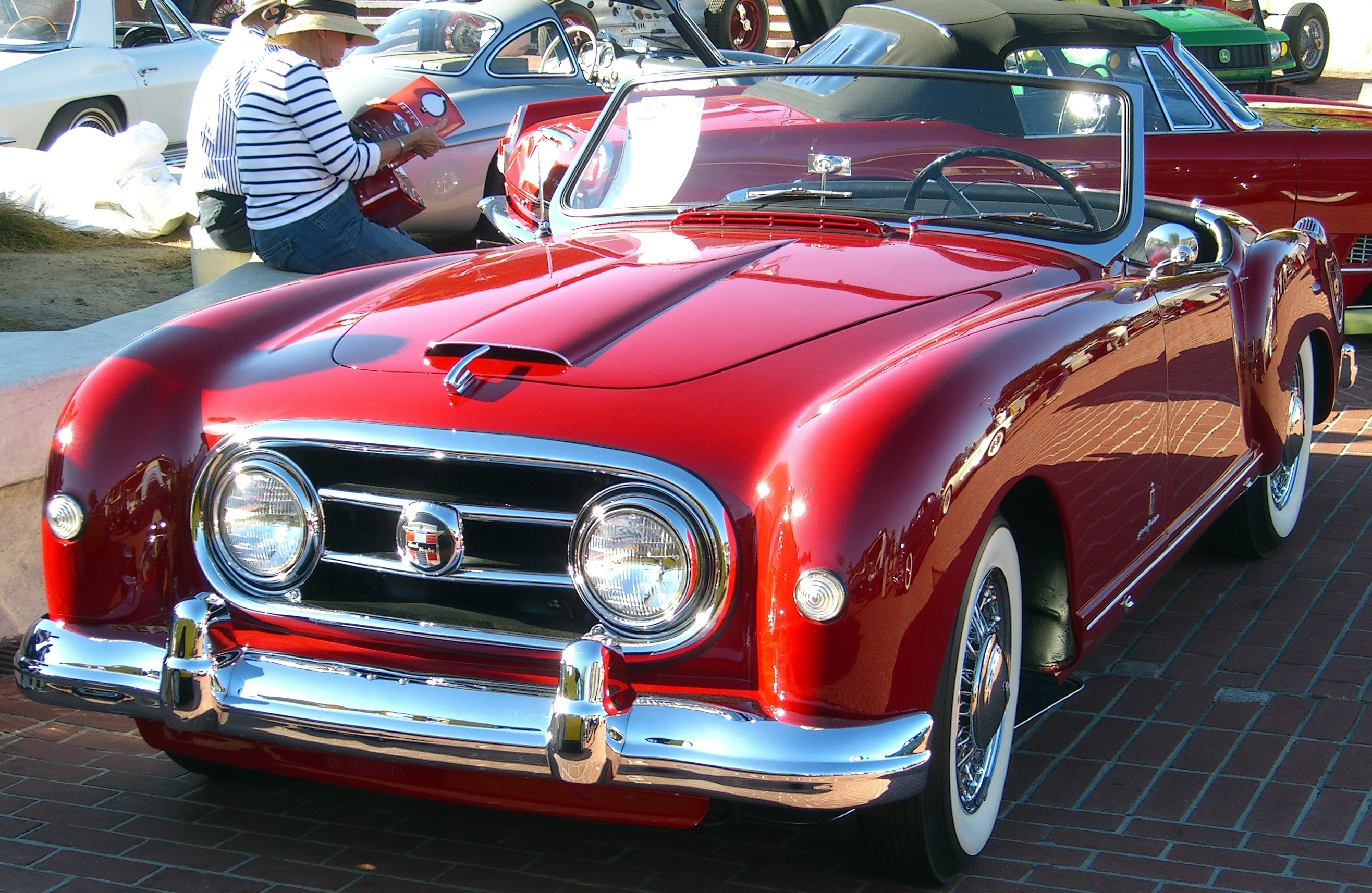
Nash-Healey roadster de 1952, diseñado por Pininfarina

En 1951 también se vio la introducción del deportivo Nash-Healey, resultado de la colaboración entre Nash y un fabricante británico de este tipo de automóviles, Donald Healey, quien diseñó y construyó el chasis, la suspensión y también, hasta 1952, la carrocería de aluminio, fabricada en colaboración con Panelcraft Sheet Metal Co. Ltd., otro fabricante británico. Nash suministró el sistema de propulsión, para que Healey ensamblara los coches, que a continuación se enviaban a los Estados Unidos para su venta. En 1952 Battista Farina rediseñó la carrocería, y el material de construcción pasó a ser acero. Los altos costos y las bajas ventas llevaron a Nash a concentrarse en los Rambler y a detener la producción del modelo en 1954, después de que solo se fabricaran 506 unidades.
George Mason encargó a Pininfarina que diseñara un Rambler cupé de dos plazas, que se llamó "Palm Beach", que debería suceder al Nash-Healey. Sin embargo, el proyecto no fue más allá de la fase de prototipo.
Healey y su equipo diseñaron y construyeron tres coches especiales Nash-Healey para competir en algunas carreras europeas. Estos coches se caracterizaban por tener un interior espartano y una ligera carrocería de competición fabricada en aluminio, y participaron en cuatro ediciones consecutivas de las 24 Horas de Le Mans y en dos de las Mille Miglia. Exteriormente, no tenían nada en común con los Nash-Healey de calle, y no lograron ganar ninguna de las pruebas en las que participaron. En Le Mans lograron un cuarto puesto en la general en 1950, además de una sexta plaza en la general y de un cuarto puesto en su categoría en 1951, de un tercero en la general y de un primero en su clase en 1952, y de un undécimo en la general en 1953. En las Mille Miglia ganaron un noveno lugar en la general en 1950; y un séptimo puesto en la general y un cuarto en su clase en 1952.

### Nacimiento de American Motors
En enero de 1954, Nash anunció la adquisición de Hudson Motor Car Company. Tras esta operación, se formó una nueva empresa, la American Motors Corporation. Para aumentar y optimizar la producción, el ensamblaje de los automóviles Nash y Hudson se trasladó en 1955 a las fábricas de Nash en Kenosha. Nash centraría sus inversiones en los pequeños Rambler, mientras que Hudson volcaría sus esfuerzos en la gama de tamaño completo.

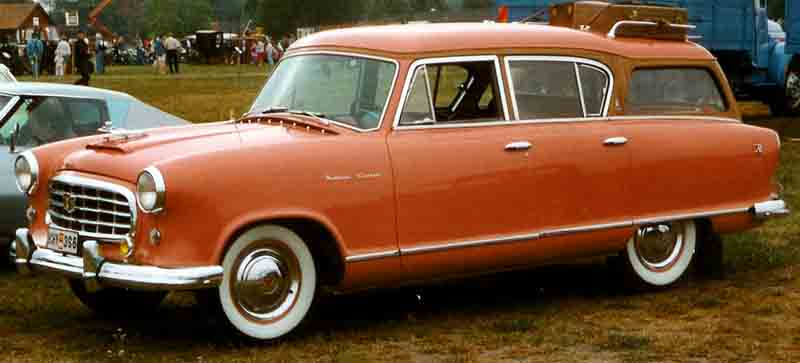
Nash Rambler Cross Country familiar de 1955

Desde 1955, todas las partes exteriores de Nash y de Hudson eran comunes; siendo diferentes los sistemas de propulsión. Esta decisión se tomó para contener los costos.
El Nash metropolitan, producido por la British Motor Corporation y que se ofrecía bajo las marcas Nash y Hudson, se convirtió en una marca propia en 1957, al igual que Rambler.

### Fin de la marca Nash
Poco después de la fusión de Nash y Hudson para formar American Motors Corporation (AMC), en 1954, murió George Mason. Su sucesor, George Romney, decidió aumentar el peso de Rambler en el grupo, a expensas de las marcas Nash y Hudson, que se eliminarían gradualmente en 1957. La producción de los automóviles Nash y Hudson terminó el 25 de junio de 1957. Entre 1958 y 1965, Rambler pasó a ser la única marca de automóviles utilizada por American Motors Corporation, junto con Metropolitan, que se mantuvo en los concesionarios hasta 1962. Bajo la propiedad de Roy Abernethy, la marca Rambler se retiró del mercado a principios de 1965 y se suprimió oficialmente en 1969.
En 1970, American Motors compró la compañía Kaiser Jeep, sucesora de Willys-Overland Motors, y su planta de fabricación en Toledo(Ohio). En los primeros años 1980, American Motors firmó un acuerdo de colaboración con Renault, cuyo objetivo era relanzar la marca francesa en Estados Unidos. AMC sería comprada por Chrysler en 1987, convirtiéndose en una división de Jeep-Eagle.

## Modelos de automóviles producidos
| Año  | Modelo/s en producción                                                                       |
| ---- | -------------------------------------------------------------------------------------------- |
| 1918 | 680                                                                                          |
| 1919 | 680                                                                                          |
| 1920 | 680                                                                                          |
| 1921 | 40, 680                                                                                      |
| 1922 | Nash Four, Nash Six                                                                          |
| 1923 | Nash Four, Nash Six                                                                          |
| 1924 | Nash Four, Nash Six                                                                          |
| 1925 | Ajax, Special Six, Advanced Six                                                              |
| 1926 | Light Six, Special Six, Advanced Six                                                         |
| 1927 | Light Six, Special Six, Advanced Six                                                         |
| 1928 | Standard Six, Special Six, Advanced Six                                                      |
| 1929 | Standard Six, Special Six, Advanced Six                                                      |
| 1930 | Single Six, Twin Ignition Six, Twin Ignition Eight                                           |
| 1931 | 660, 870, 880, 890                                                                           |
| 1932 | 960, 970, 980, 990, Big Six, Standard Eight, Special Eight, Advanced Eight, Ambassador Eight |
| 1933 | Big Six, Standard Eight, Special Eight, Advanced Eight, Ambassador Eight                     |
| 1934 | LaFayette, Big Six, Advanced Eight, Ambassador Eight                                         |
| 1935 | LaFayette, Advanced Six, Advanced Eight, Ambassador Eight                                    |
| 1936 | LaFayette, 400, 400 Deluxe, Ambassador Six, Ambassador Super Eight                           |
| 1937 | LaFayette 400, Ambassador Six, Ambassador Eight                                              |
| 1938 | LaFayette, Ambassador Six, Ambassador Eight                                                  |
| 1939 | LaFayette, Ambassador Six, Ambassador Eight                                                  |
| 1940 | LaFayette, Ambassador Six, Ambassador Eight                                                  |
| 1941 | 600, Ambassador Six, Ambassador Eight                                                        |
| 1942 | 600, Ambassador Six, Ambassador Eight                                                        |
| 1943 | ningún vehículo en producción                                                                |
| 1944 | ningún vehículo en producción                                                                |
| 1945 | ningún vehículo en producción                                                                |
| 1946 | 600                                                                                          |
| 1947 | 600                                                                                          |
| 1948 | 600, Ambassador                                                                              |
| 1949 | 600, Ambassador                                                                              |
| 1950 | Rambler, Statesman, Ambassador                                                               |
| 1951 | Rambler, Statesman, Ambassador, Nash-Healey                                                  |
| 1952 | Rambler, Statesman, Ambassador, Nash-Healey                                                  |
| 1953 | Rambler, Statesman, Ambassador, Nash-Healey                                                  |
| 1954 | Metropolitan, Rambler, Statesman, Ambassador, Nash-Healey                                    |
| 1955 | Metropolitan, Rambler, Statesman, Ambassador, Ambassador V8                                  |
| 1956 | Metropolitan, Rambler, Statesman, Ambassador, Ambassador V8                                  |
| 1957 | Metropolitan, Rambler Six, Rambler V8, Rambler Rebel, Ambassador V8                          |

## Galería de imágenes

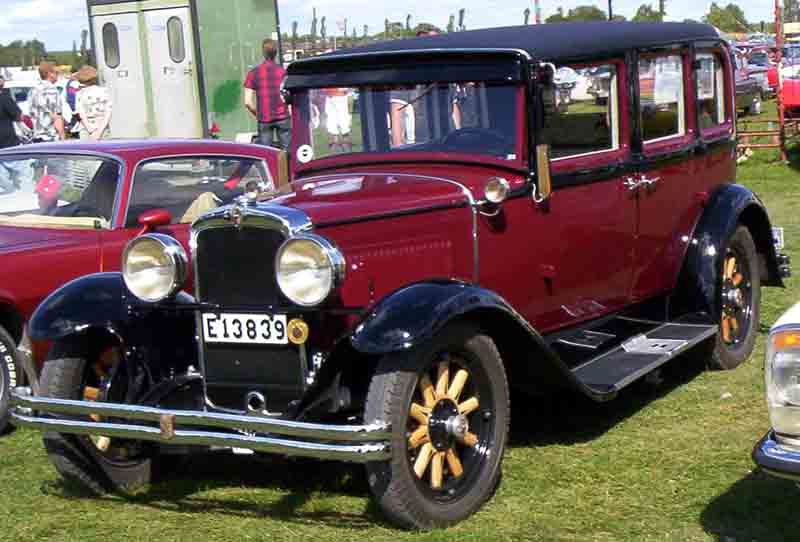
Nash Standard Six Series 420 cuatro puertas berlina de 1929
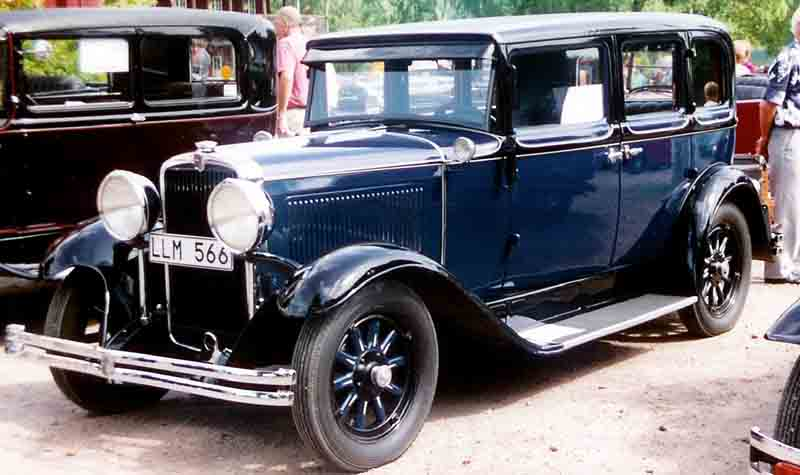
Nash Single Six Seriess 450 cuatro puertas berlina de 1930
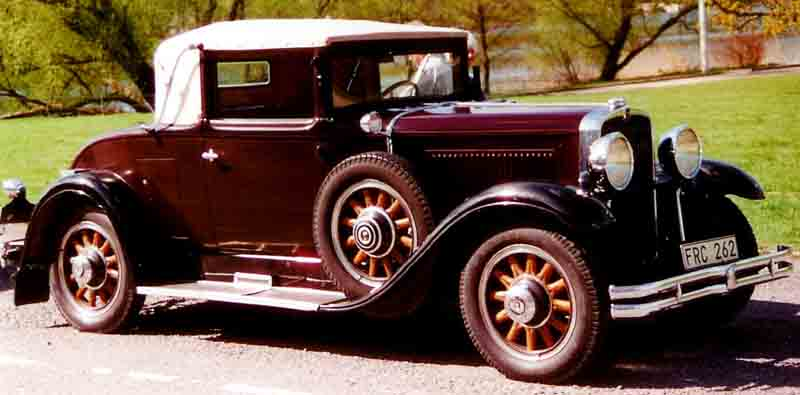
Nash Twin-Ignition Six Series 481 cabriolet de 1930
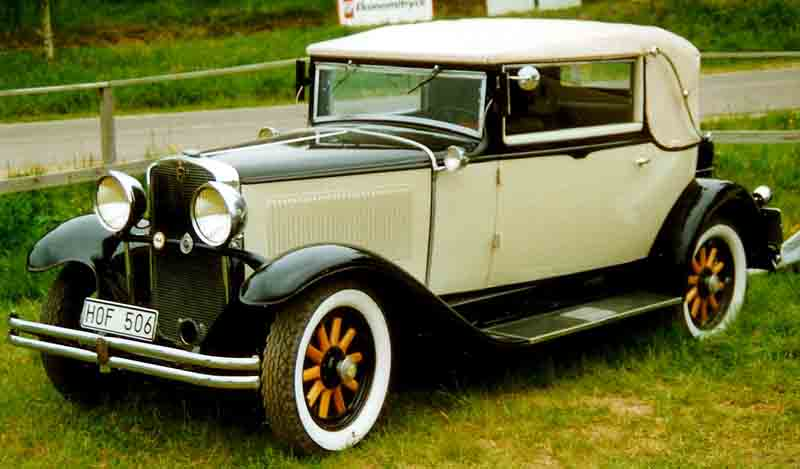
Nash Series 871 cabriolet de 1931
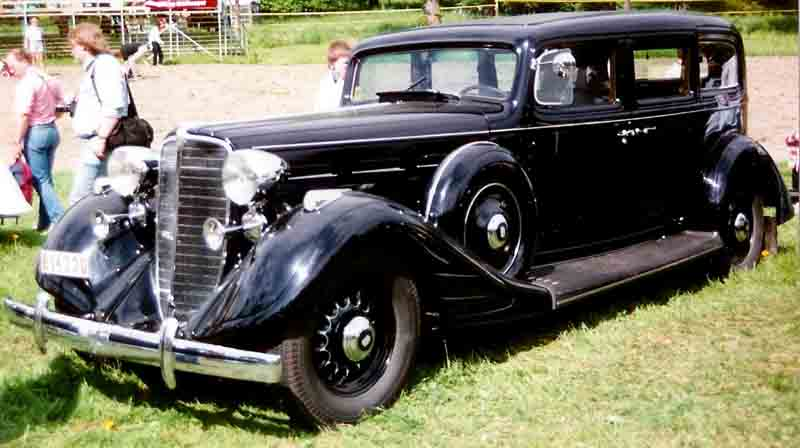
Nash Ambassador Eight cuatro puertas berlina de 1934
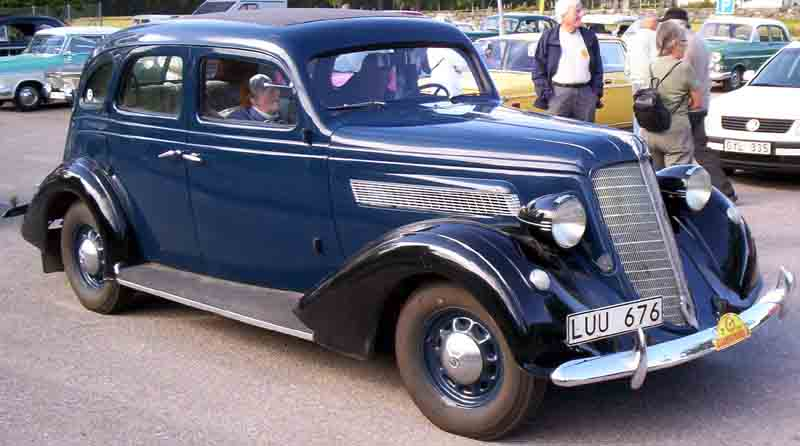
Nash Advanced Six Series 3520 cuatro puertas berlina de 1935
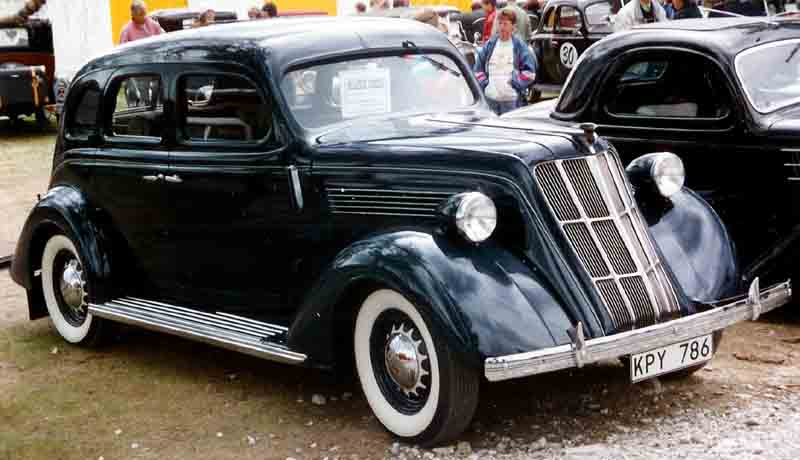
Nash 3540 400 cuatro puertas berlina de 1935
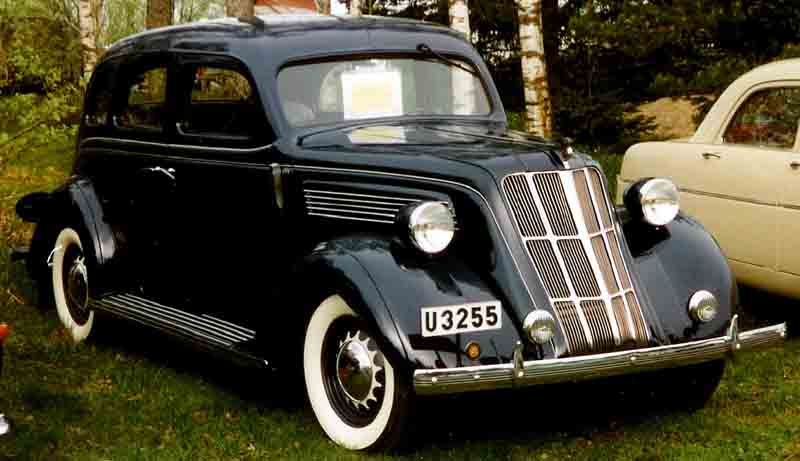
Nash 3540 400 cuatro puertas berlina de 1935
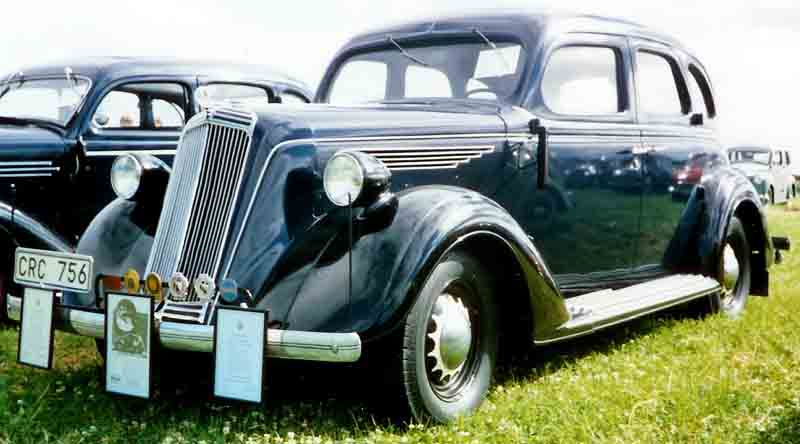
Nash Lafayette Series 3610 cuatro puertas berlina de 1936
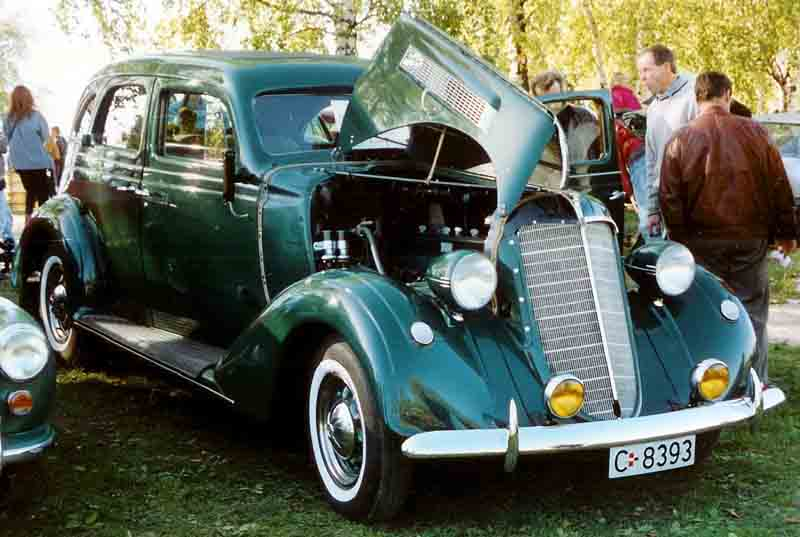
Nash cuatro puertas berlina
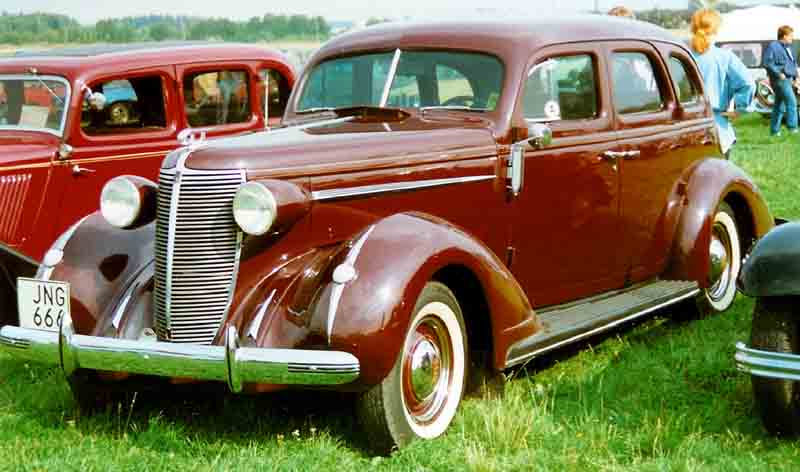
Nash Ambassador Six Series 3728 cuatro puertas berlina de 1937
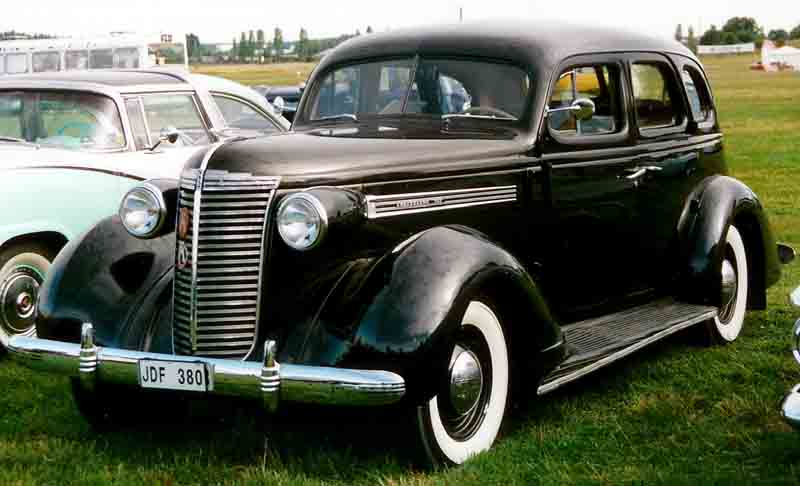
Nash Ambassador Six Series 3828 cuatro puertas berlina de 1938
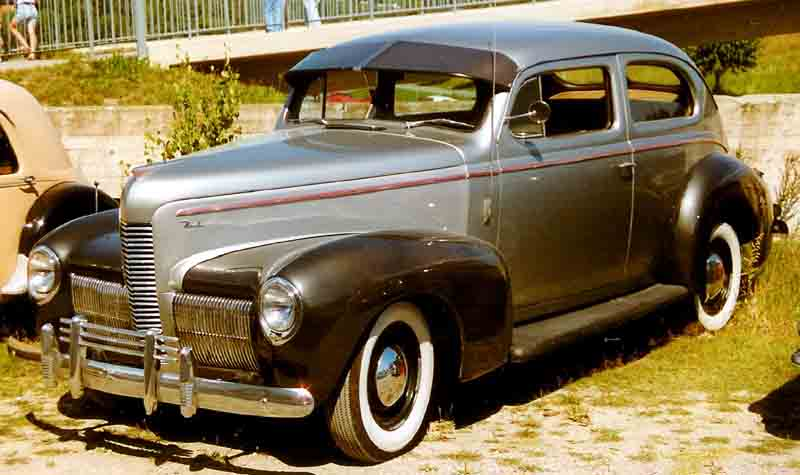
Nash dos puertas berlina de 1940
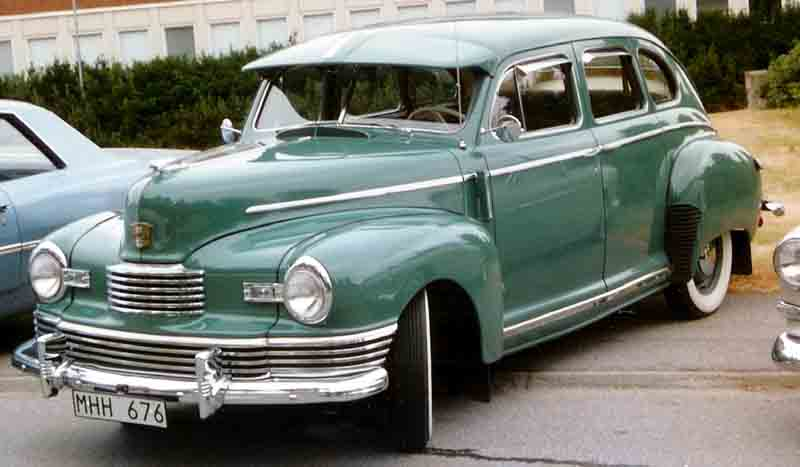
Nash cuatro puertas berlina de 1946
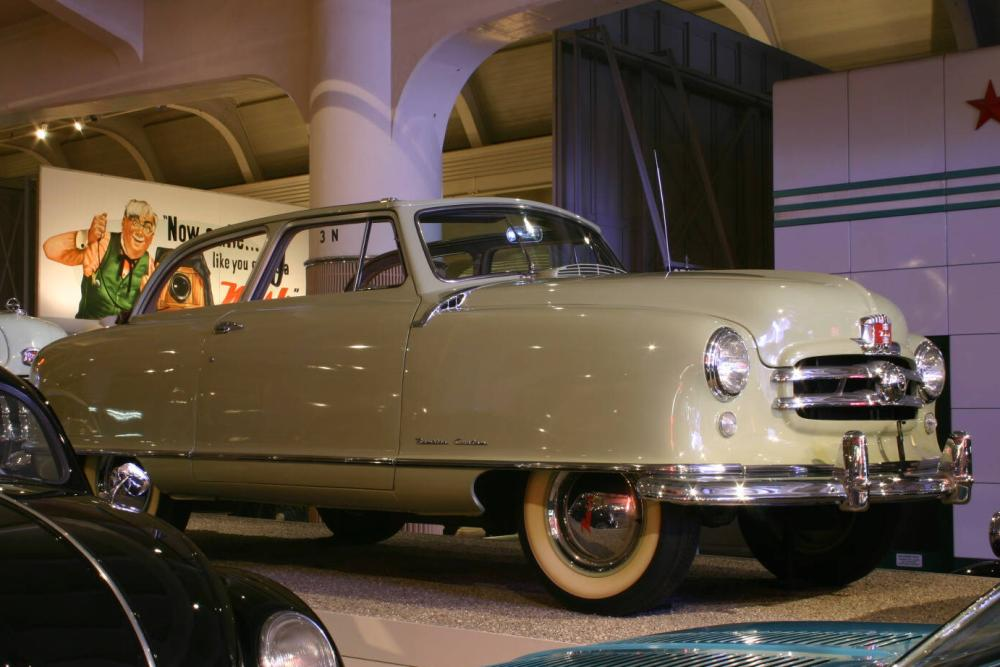
Nash Rambler cabriolet de 1950